# Fontaine Céleste
La fontaine Céleste, ou fontaine monumentale ou encore fontaine municipale, est un monument de Nouméa situé entre les places de la Marne et Courbet, au cœur de la place des Cocotiers et du centre-ville, dans l'alignement de la rue Georges-Clemenceau. Point 0 du kilométrage des routes de Nouvelle-Calédonie, elle est inscrite au titre des monuments historiques par arrêté du 13 août 1992.

## Historique

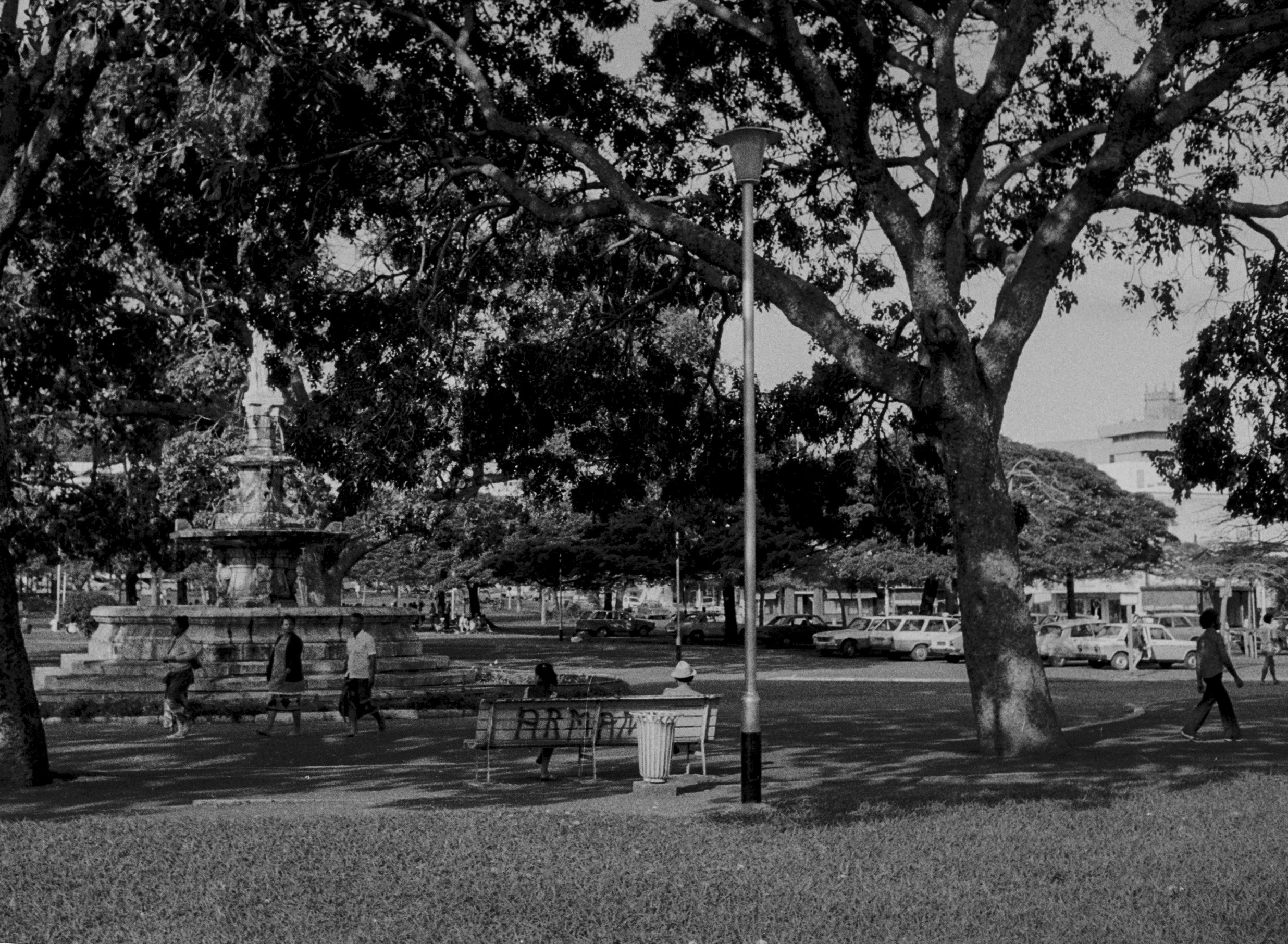
La Fontaine Céleste et la place des Cocotiers en 1979.

Cette fontaine en pierre de taille a été construite entre 1892 et 1894, avec des finitions jusqu'en 1895.
Tout d'abord, le 6 février 1892, le cabinet du gouverneur de la Nouvelle-Calédonie, Émile Laffon, propose au maire de Nouméa Pierre Sauvan un avant-projet de fontaine monumentale à édifier sur l’une des places publiques de la ville. Or, les remblais réalisés au centre-ville ont permis d'aménager à côté du jardin de la Troupe et future place Feillet un nouvel espace, baptisé tout d'abord place des Jeux puis, à partir de 1885, place Courbet en l'honneur d'un ancien gouverneur récemment décédé, à savoir Amédée Anatole Courbet (1827-1885) qui dirigea la colonie de 1880 à 1882. Et en 1892, il est décidé que cette place soit traversée par une voie de circulation, la rue de Rivoli (qui porte aujourd'hui le nom de rue Georges-Clemenceau), qui prend la forme alors d'un carrefour giratoire : c'est là que la municipalité décide d'installer cette fontaine,.

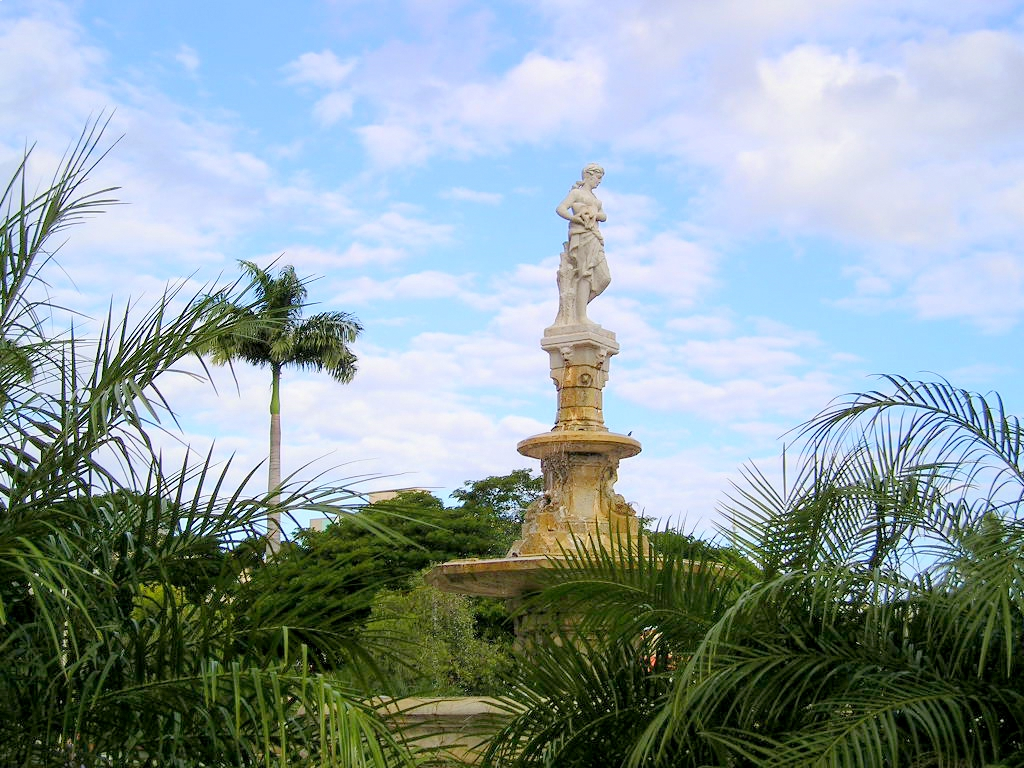
Vue de la fontaine.

Elle fut sculptée à partir du milieu de l'année 1892 en pierres provenant d'une carrière voisine, celle dite du mont Bérard (Mont-Dore), par un artiste local, Paul Mahoux, et hissée et élevée grâce à l'emploi de la main d'œuvre pénale. Mais plusieurs difficultés vont ralentir les travaux et occasionner des dépassements de budget. Premièrement, les fondations se révèlent être plus délicates à réaliser que ce qui était prévu. Deuxièmement, le prix de la main d'œuvre pénale fixé par l'Administration pénitentiaire va plus que quadrupler (passant de 50 centimes à 2,15 francs). Troisièmement, le devis proposé par Paul Mahoux s'avère finalement être sous-évalué car, le sculpteur étant arrivé depuis peu, il ignorait la réelle nature du sol sur lequel devait être édifiée la fontaine et de la pierre utilisée pour la réaliser. Quatrièmement, il rencontre lui-même des difficultés financières chroniques, demandant des avances à la ville dès décembre 1892. Cinquièmement, il doit se reprendre à trois fois pour effectuer la statue qui doit couronner la fontaine, la première version ne l'ayant pas satisfait et la deuxième ayant été détruite par des actes de vandalisme dans son atelier. Enfin, la municipalité tarde à faire installer l'arrivée d'eau à la fontaine, les travaux sont retardés par des pluies abondantes et on ne trouve pas à Nouméa d'appareil de levage adapté. Elle est finalement hissée au centre de la place Courbet le 2 septembre 1893 et inaugurée, bien qu'encore inachevée, lors du 40e anniversaire de la prise de possession de la Nouvelle-Calédonie par la France le 24 septembre suivant. Mais des actes de vandalisme vont rapidement demander de nouveaux travaux : une statuette doit être remplacée en novembre 1893. En mai 1894, Mahoux se plaint à plusieurs reprises auprès du maire de « dégradations presque journalières », dont la casse d'une des statues du bassin, et lui demande de hâter le vote par la municipalité de la réception de l'œuvre pour éviter qu'il ne soit rendu responsable de ces destructions. Pour toutes ces raisons, la fontaine n'est pleinement achevée qu'en 1895,,.
Par ailleurs, cette fontaine fit scandale à l'époque, représentant alors une jeune femme à demi nue dont le modèle, Lala Céleste Mohammed Benyamina, avait alors 17 ans et était la fille d'un déporté algérien installé comme cultivateur à Nessadiou, Mohammed Benyamina, et d'une Française, Aurélia Moussart,,. Cette dernière a depuis donné son nom à la sculpture, la fontaine Céleste étant devenue aujourd'hui, avec le kiosque à musique, l'autre symbole de la place des Cocotiers (classé comme monument historique) ainsi que le point 0 du kilométrage routier en Nouvelle-Calédonie. 
Le carrefour giratoire où elle se trouve divise alors l'ancienne place Courbet : la moitié est, comprise entre la fontaine et la place Feillet, conserve le nom de place Courbet, tandis que la partie ouest devient en 1933 la place de la Marne, en référence à la bataille de 1914.
D'importants projets de réhabilitation du centre-ville menés dans les années 1990 vont permettre d'engager les premières actions de conservation et de restauration de la fontaine. Elle est ainsi classée au titre des monuments historiques par un arrêté de l'Assemblée de la Province Sud le 13 août 1992. Puis, en 1994, pour son centenaire, des travaux de restauration sont entrepris : les circuits d'eau et d'électricité sont refaits, les bassins sont rendus étanches et l'érosion de la statue de Céleste est stoppée grâce à des moyens techniques modernes. Un nouveau chantier a lieu entre janvier et juin 2017 pour assurer le ré-appareillage et le nettoyage des pierres, la remise en état des circuits hydrauliques (avec filtration et recyclage) et de l'éclairage ainsi que la reproduction à l'identique des motifs (dauphins) constituant la partie haute du monument par l'artisan tailleur de pierre Mathieu Tardy.